# Black Sheep (film 1912)
Black Sheep è un cortometraggio muto del 1912 diretto da David W. Griffith e da Wilfred Lucas.

## Produzione
Prodotto dalla Biograph Company, il film venne girato in California.

## Distribuzione
Il film - un cortometraggio in una bobina - uscì nelle sale cinematografiche USA il 29 luglio 1912, distribuito dalla General Film Company. Ne venne fatta una riedizione distribuita il 4 maggio 1915.